# Hannes Stöhr
Hannes Stöhr (Stuttgart, Alemania, 1970) es un director de cine y guionista alemán. Estudió dirección de cine en la Deutsche Film und Fernsehakademie de Berlín entre 1994 y 1999. En 2006 Stöhr obtuvo una beca para la Villa Aurora en Los Ángeles, California. Habla con fluidez alemán, español, inglés, francés, portugués y Galego. Hizo estudios de historia de cine y Galego en la Universidad de Santiago de Compostela. Es miembro de la European Filmacademy. Desde 2005 ha impartido cursos en la Academia de Cine de Baden-Württemberg, la Deutsche Film - und Fernsehakademie de Berlín y el Instituto Goethe. Vive en Berlín.

## Carrera
Hannes Stöhr debutó en 2001 con su filme Berlin is in Germany, que ganó el premio Panorama de la Audiencia en el Festival Internacional de cine de Berlín de 2001, así como el premio de la Asociación de críticos alemanes, el premio Estudio de Hamburgo y otros. Su actor principal, Jörg Schüttauf ganó el premio de la Asociación de críticos de Alemania. Berlin is in Germany fue un éxito de taquilla en Alemania y se distribuyó por países como Francia, España y Turquía.
Su segunda película, One Day in Europe, se proyectó en la sección de competición oficial del Festival Internacional de Berlín 2005  y fue distribuida por Gran Bretaña, Rusia, España, Japón y otros países.  One Day in Europe con los actores Rachida Brakni, Miguel de Lira, Boris Arquier, Florian Lukas, Nuray Sahin y Luis Tosar entre otros se llamó Galatasaray -Depor en España.  La película se rodó en Moscú, Istanbul, Santiago de Compostela y Berlín. El estreno en España de One Day in Europe fue  en Valencia en el Festival Cinema Jove.
Berlin Calling, también escrita y dirigida por Hannes Stöhr, es un filme musical que se estrenó en la Piazza Grande del Festival de Cine de Locarno de 2008. Berlin Calling con los actores Paul Kalkbrenner, Rita Lengyel, Corinna Harfouch y Araba Walton corrió durante varios años en los cines alemanes y fue lanzado también en Italia, Polonia, Hungría, Argentina, Chile y otros países. En 2010, la película ganó el premio de Arte de la Audiencia de adjudicación. Berlin Calling fue rodada en dos legendarios lugares de música techno, el Bar 25 y Maria am Ostbahnhof.
Posteriormente, Hannes dijo que sus tres primeros largometrajes forman parte de una trilogía: "Berlín está en Alemania muestra la ciudad de Berlín vista desde la perspectiva ajena; Un Día en Europa muestra Berlín en el contexto Europeo, y Berlin Calling está filmada desde un punto de vista interior".
Hannes Stöhr también  hizo documentales como "Prefiero Cuba libre"  rodada 1996 en La Habana, Cienfuegos y Santiago de Cuba. 
En su documental  "Cirque Gosh live in Paris" de 1998 aparece entre otros Michael Dallaire, el famoso clown y director.
2010 filmó "Paul Kalkbrenner-live" un documental sobre el artista Paul Kalkbrenner.  2011 fue productor del documental "My Hungary en Berlin" de Rita Lengyel.
2012 participó en el proyecto francés  "Hopper stories-Hopper vu par" colaborando con Mathieu Amalric, Sophie Barthes, Dominique Blanc, Martin de Thurah, Sophie Fiennes, Valérie Mréjen y Valérie Pirson.   Su película "Global Player"  fue filmada en China y Hechingen, la ciudad natal de Hannes Stöhr. La película se proyectó en la clausura del Filmfestival Cinema Jove Valencia y en el Miami ° festival Internacional de cine 2014, entre otros festivales de cine. Fue Hannes tercera visita en el Miami International Film festival. La película también fue adaptado como una obra de teatro.
En Santiago de Compostela Hannes Stöhr conectó a principios de los años noventa con la escena que tenía como epicentro a desaparecida Sala Nasa.  Allí hizo  amistades con actores y actrices como Miguel de Lira,  Luis Tosar y Blanca Cendán (que más tarde formarían parte del elenco en la película Galatasaray-Dépor) y directores como Jorge Coira. En 2019 el cineasta alemán protagonizó la primera retrospectiva internacional de Festival de Cans en Galicia.